# إكتو ياماشتا
إكتو ياماشتا (山下 いくと Yamashita Ikuto، ولد في 1965) هو رسام مانغا ومصمم ياباني.

## نظرة عامة
وُلد ياماشتا في محافظة غيفو وهو خريج جامعة ناغويا للفنون.
عمله التمثيلي في المانغا هو «همس الظلام» (المُسلسَلة في دنغكي دايوه). في مجال الأنمي، ياماشتا هو مصمم الميكا في سلسلة نيون جينيسيس إيفانجيليون وسنتوه يوكيه يوكيكازه. تصاميم يوكيكازه كانت مرسومة في الأصل كإعادة وكذلك من أجل سنتو يوسيه شوجو تاسكه ته! مافي-تشان.
إلى جانب إيفانجيليون، قام ياماشتا أيضاً بتصميم الميكا لأعمال غايناكس الأخرى مثل غنباستر وناديا البحار الغامضة. ياماشتا هو أيضاً مصمم الآلات في الغواصة الزرقاء 6.

## وصلات خارجية
- إكتو ياماشتا على موقع IMDb (الإنجليزية)
- إكتو ياماشتا على موقع ميوزك برينز (الإنجليزية)
- إكتو ياماشتا على موقع قاعدة بيانات الفيلم (الإنجليزية)
- إكتو ياماشتا على موقع ANN person (الإنجليزية)